# Kuhurluj
Der Kuhurluj (ukrainisch Кугурлуй, rumänisch Cugurlui) ist ein 82 km² großer See in der Ukraine nahe der Grenze zu Rumänien.
Der Süßwassersee mit einer unregelmäßigen Kreisform ist ein flacher Altarm der Donau und hat einen Durchmesser von etwa 20 km. Er befindet sich im nördlichen Donaudelta und ist im Norden mit dem Jalpuhsee und im Süden mit der unteren Donau verbunden.

## Geographie
Der See liegt im Südosten der Oblast Odessa im Rajon Reni und grenzt mit seinem Ostufer an den Rajon Ismajil. Das Dorf Nowa Nekrassiwka liegt am Nordufer, das Dorf Nowosilske im Nordwesten und die Stadt Ismajil etwa 10 km nordöstlich des Sees.
In den 1970er Jahren wurde zwischen dem Jalpuhsee und dem Kuhurluj ein Damm mit einer Brücke im mittleren Teil gebaut, wodurch der Wasseraustausch zwischen den Seen um fast ein Drittel fiel. Über den Damm verläuft die Fernstraße M 15, die von Reni nach Ismajil führt.

## Hydrographie
Der See hat ein niedriges, sumpfiges Ufer, sein Boden ist schlammig und die durchschnittliche Tiefe beträgt 0,8–1 m bei einer Maximaltiefe von 2,5 m. Die Mineralisierung des Wassers beträgt 278–514 mg je Liter. Der Wasserstand des Sees ist abhängig vom Wasserstand der Donau, von der 86 % seines Wassers kommt. Das Klima am See ist kontinental mit kurzen, milden Wintern und langen, heißen Sommern. Die Oberflächentemperatur des Wassers erreicht im Sommer bis zu +28–30 °C, und im Winter oft unter 0 °C, so dass der See bis zu einem Monat mit Eis bedeckt ist. Die jährliche Niederschlagsmenge beträgt 350–400 mm, die Verdunstung beträgt 800–900 mm.

## Flora und Fauna
Am See finden sich seltene Vogelarten und eine bedeutende Anzahl verschiedener Arten von Wasservögeln mit einer saisonalen Konzentration im Herbst und Winter von bis zu 30.000 Vögeln.
Insbesondere in den Sümpfen am südöstlichen Ufer des Sees ist die einzige, sich in der Ukraine befindende, Kolonie des Krauskopfpelikans, dem größten in Europa vorkommenden Pelikan.
Das Feuchtgebiet ist auch wichtig als Brutstätte und Kinderstube für Fische und Amphibien sowie als Lebensraum mehrerer seltener und gefährdeter Pflanzenarten. Der Kuhurluj ist ein 6.500 ha großes Naturschutzgebiet nach der Ramsar-Konvention.